# کانتون لا ترونکال
کانتون لا ترونکال (به اسپانیایی: Cantón La Troncal) یک منطقهٔ مسکونی در اکوادور است که در استان کانیار واقع شده‌است.

## خصوصیات
کانتون لا ترونکال ۳۲۴ کیلومترمربع مساحت و ۵۴٬۳۸۹ نفر جمعیت دارد و ۱۱۲ متر بالاتر از سطح دریا واقع شده‌است.